# Campionati europei di ciclismo su pista 2024 - Chilometro a cronometro
Il chilometro a cronometro ai Campionati europei di ciclismo su pista 2024 si svolse l'11 gennaio 2024 presso il Velodrome Suisse di Apeldoorn, nei Paesi Bassi.

## Risultati

### Qualificazioni
I primi otto si qualificarono per la finale.
| Pos. | Atleta               | Nazione       | Tempo    | Distacco | Note |
| ---- | -------------------- | ------------- | -------- | -------- | ---- |
| 1    | Matteo Bianchi       | Italia        | 59"687   |          | Q    |
| 2    | Joseph Truman        | Gran Bretagna | 59"927   | +0"240   | Q    |
| 3    | Maximilian Dörnbach  | Germania      | 1'00"238 | +0"551   | Q    |
| 4    | Daan Kool            | Paesi Bassi   | 1'00"345 | +0"658   | Q    |
| 5    | Melvin Landerneau    | Francia       | 1'00"358 | +0"671   | Q    |
| 6    | Alejandro Martínez   | Spagna        | 1'00"454 | +0"767   | Q    |
| 7    | Marc Jurczyk         | Germania      | 1'01"586 | +1"899   | Q    |
| 8    | Tijmen van Loon      | Paesi Bassi   | 1'01"659 | +1"972   | Q    |
| 9    | Jakub Malášek        | Rep. Ceca     | 1'01"670 | +1"983   |      |
| 10   | Ekain Jiménez        | Spagna        | 1'01"961 | +2"274   |      |
| 11   | Matěj Hytych         | Rep. Ceca     | 1'01"980 | +2"293   |      |
| 12   | Eliasz Bednarek      | Polonia       | 1'02"031 | +2"344   |      |
| 13   | Niccolò Galli        | Italia        | 1'02"132 | +2"445   |      |
| 14   | Frederik Madsen      | Danimarca     | 1'03"550 | +3"863   |      |
| 15   | Rodrigo Caixas       | Portogallo    | 1'03"896 | +4"209   |      |
| 16   | Christoffer Eriksson | Svezia        | 1'05"218 | +5"531   |      |
| 17   | Valentyn Varharakyn  | Ucraina       | 1'06"664 | +6"281   |      |
| 18   | Eduard Žalar         | Slovenia      | 1'05"968 | +6"977   |      |

### Finale
| Pos. | Atleta              | Nazione       | Tempo    | Distacco | Note |
| ---- | ------------------- | ------------- | -------- | -------- | ---- |
| 1    | Matteo Bianchi      | Italia        | 1'00"272 |          |      |
| 2    | Daan Kool           | Paesi Bassi   | 1'00"414 | +0"142   |      |
| 3    | Melvin Landerneau   | Francia       | 1'00"472 | +0"200   |      |
| 4    | Joseph Truman       | Gran Bretagna | 1'00"509 | +0"237   |      |
| 5    | Maximilian Dörnbach | Germania      | 1'00"675 | +0"403   |      |
| 6    | Alejandro Martínez  | Spagna        | 1'00"774 | +0"502   |      |
| 7    | Tijmen van Loon     | Paesi Bassi   | 1'01"776 | +1"504   |      |
| 8    | Marc Jurczyk        | Germania      | 1'02"235 | +1"963   |      |